# Guido Mazzella
Guido Mazzella (Torre Annunziata, 2 gennaio 1931) è un regista teatrale e drammaturgo italiano.

## Biografia
Allievo di Costa, Pacuvio, Strehler, inizia la sua attività professionale, creando e dirigendo le due Scuole di recitazione del teatro universitario di Napoli e Roma, dove scopre e forma attori quali Leo de Berardinis, Virginio Gazzolo, Anna Mazzamauro, Gigi Proietti, Mariano Rigillo, Stefano Satta Flores e registi quali Antonio Calenda e Vittorio Sindoni.
Con gli allievi del Teatro Universitario mette in scena al Teatro Ateneo di Roma Il suo primo spettacolo: I Giusti di Albert Camus.
Successivamente, in 45 piazze italiane, con la "Compagnia del Teatro in Piazza", mette in scena testi di classici italiani dal '400 al '600 e di autori del teatro popolare europeo. Anche con il teatro contemporaneo, allestisce in teatro testi di Flaiano, Weingarten, Ambrogi, Handke, Rea, Bernari, De Filippo.
Per realizzare queste opere dirige, tra gli altri: Giuseppe Anatrelli, Massimo Castri, Virginio Gazzolo, Lorenza Guerrieri, Gabriele Lavia, Magda Mercatali, Marco Messeri, Aldo Miranda, Renzo Palmer, Elisabetta Pozzi, Mariano Rigillo, Antonio Salines, A. Teresa Rossini, Gerardo Scala.
Nel 2000 dirige al Teatro Argentina di Roma un suo testo, "Gli Anni del Giubileo", spettacolo che viene scelto dal "Comitato Centrale del Gran Giubileo" come spettacolo ufficiale del Giubileo 2000.
Dopo questo spettacolo, causa la scomparsa prematura di suo figlio Michele, rinuncia alla sua attività di regista, per dedicarsi esclusivamente alla drammaturgia e alla ricerca teatrale. 
Quale contributo alla ricerca teatrale e alla drammaturgia, scrive una "Storia del teatro in 100 pagine e 100 immagini", tre saggi rispettivamente su Shakespeare con "La Umana Commedia di William Shakespeare", su Moliere con "Molière ai Confini del Comico" e Goldoni su "Goldoni e La Polis Veneta". In collaborazione con Antonello Venditti scrive un musical mai pubblicato intitolato "Idolon" e un dramma dal titolo "Mefisto, e se fosse l'uomo a tentare il diavolo?" tradotto in francese da Monique Smadja e in tedesco da Werner Waas.
Nel 2025 scrive il testo teatrale Progetto per una donna sola definito dall'autore come esperimento di una co-creazione, scritto per il 50% dall'autore, il 40% dall'A.I. e il 10% assieme.

## Regie

### Teatro di prosa
- Con la compagnia del Teatro in Piazza
- La Guardia vigilante di Miguel Cervantes, Perugia, Estate 1964
- Andreuccio da Perugia di Carlo Bernari , Perugia, Estate 1964
- Alameda uomo semplice di Lope De Rueda, Perugia Estate 1965.
- I tre gobbi di Augusto Frassineti, Perugia, Estate 1965.
- Giochi e Pene d'amore di Guido Mazzella, Estate 1966.
- Le metamorfosi di Augusto Frassineti, Perugia, Estate 1966.
- La commedia degli spiriti di Plauto, Perugia, Estate 1967
- La farsa della mucca di Gerbrand Bredero, Perugia, Estate 1967.
- L'Astrologo di Giambattista Della Porta, Perugia, Estate 1968.
- Ines Pereira di Gil Vicente, Perugia, Estate 1968.
- La calzolaia ammirevole di Garcia Lorca, Estate 1969.
- Il sordo per convenienza di Ottieri-Grillo, Estate 1969.
- La pignatta d'oro di Plauto, Perugia, Estate 1970.
- La farsa di Mastro Patellino, Perugia, Estate 1970.
- La Farinella di Giulio Cesare Croce, Perugia, Estate 1971.
- Sganarello o il cornuto immaginario di Molière, Perugia, Estate 1971.
- Una domanda di matrimonio di Anton Cechov, Perugia, Estate 1972.
- Un tesoro perduto, un tesoro ritrovato di Guido Mazzella, Perugia Estate 1972.
- La Casina di Plauto, Perugia, Estate 1973.
- Il medico volante di Molière, Perugia, Estate 1973.
- Amare senza sapere chi di Lope De Vega, Perugia, Estate 1974.
- Gli Zanni di Mazzella-Frassineti, Perugia, Estate 1974.
- La Mandragola di Niccolò Machiavelli, Perugia, Estate 1975.
- Crispino, rivale del suo padrone di Alain-René Lesage, Perugia, Estate 1975.
- I Menecmi di Plauto, Perugia, Estate 1976.
- La Locandiera di Carlo Goldoni, Perugia, Estate 1976.
- Giorgio Dandin di Moliére , Perugia, Estate 1977.
- La novella di Stanaz di Marin Drzic, Perugia Estate 1977
- Sik, Sik, artefice magico, di Eduardo De Filippo, Perugia, Estate 1978.
- Sogno di una notte di mezza estate di W. Shakespeare, Perugia 1978
- La Calandria del Cardinal Bibbiena, Perugia, Estate 1979.
- I due Covielli simili di Guido Mazzella, Perugia Estate 1979
- Ines Pereira di Gil Vicente, Perugia Estate 1980
- Evviva la commedia dell'arte di Guido Mazzella, Perugia Estate 1980

### Con altre formazioni
- I Giusti di Albert Camus, Teatro Ateneo di Roma (1961)
- L'Assedio di Numanzia di Miguel Cervantes, Castello Cornaro di Asolo (1962)
- Montevergine di Domenico Romano, Teatro Bracco, Napoli (1964)
- La Patente di Luigi Pirandello (trascritta da Raffaele Viviani), Teatro Bracco (1964)
- Una creatura senza difesa di Titina De Filippo, Teatro Bracco, Napoli (1964)
- Daysy Daysy Desiderio di Weingarten-Flaiano, Teatro Centrale di Roma (1968) (5)
- Neurotandem di Silvano Ambrogi, Teatro Centrale di Roma (1968) (7)
- Re Mida di Domenico Rea, Museo di Capodimonte (1979)
- Le avventure di Giufà di Guido Mazzella (da Calvino) Teatro Giovane, Roma(1983)
- Renart la volpe di Arthur Fauquez e Guido Mazzella, Teatro Giovane, Roma(1984)
- Flayano Play su testi di Ennio Flaiano, Teatro Centrale di Roma (1985)
- Molière immaginario di Guido Mazzella, Teatro Giovane, Roma (1986)
- Sik Sik, artefice magico di Eduardo De Filippo, Teatro Giovane, Roma (1987)
- I due gemelli veneziani di Carlo Goldoni, Teatro Giovane, Roma (1988)
- La patente e La Giara di Luigi Pirandello, Teatro Giovane, Roma (1989)
- Innamorati in trappola di Guido Mazzella, Teatro Giovane, Roma (1990)
- Il medico volante di Molière, Teatro Giovane, Roma (1991)
- La domanda di matrimonio e l'orso di Anton Cechov, Teatro Giovane, Roma (1992)
- Sganarello, cornuto immaginario di Moliere, Teatro Giovane, Roma (1993)
- La farsa dei tre disperati di Guido Mazzella, Teatro Giovane, Roma (1994)
- L'uomo, la bestia e la virtù di Luigi Pirandello, Teatro Giovane, Roma (1995)
- Gli Anni del Giubileo di Guido Mazzella, Teatro Argentina di Roma (2000)
- La Scuola delle Mogli di Molière, Malborghetto Roma Festival (2001)

### Regie radiofoniche
- 1963 dirige per la Rai "L'Agnello" di Bisson con Ignazio Bonazzi e Bianca Galvan
- 1968 "L'arte di cospirare" di E. Scribe con Laura Adani e Raul Grassilli
- 1973 per la Tv : Renart la volpe e Ambrogio e gli orologi di Fauquez-Mazzella(supervisione)

## Drammaturgia
- 2000 "Gli anni del Giubileo" I giubilei dal 1300 ad oggi. A teatro. Libreria Editrice vaticana.
- 2003 Scrive in collaborazione con Antonello Venditti un musical dal titolo: Idolon (testo inedito)
- 2010 Tre testi da rappresentare nelle Scuole di 1º e 2º grado: I due buffoni a corte, Le avventure di Giufà, Moliere immaginario (Graphid Ed. Roma)
- 2018 "Mefisto. E se fosse l'uomo a tentare il diavolo?  " Prefazione di Gabriele Lavia (Robin Edizioni, Torino)
- 2025 "Progetto per una donna sola." (A.C.T.G.)
- 2025 "Scenari possibili dall'aldilà" inedito

## Saggi teatrali
- 2008 Traduce per "Bagatto editore", col titolo "I capolavori di Molière" i dieci testi più rappresentati di Molière; e per A.C.T.G Roma, Romeo e Giulietta di W. Shakespeare.
- 2012  "Storia del Teatro -100 pagine 100 immagini. Da Eschilo a Pirandello"
- (Armando Curcio Editore, Roma).
- 2020 "La umana commedia di Shakespeare" (A.C.T.G Editor, Roma)
- 2021 "Molière, ai confini del comico" (A.C.T.G.)
- 2022 "Goldoni e la polis veneta" (A.C.T.G.)
- 2025 "Riflessioni sul teatro " (A.C.T.G.)

## Romanzi
- 2013"Io e Venere"  (Guida Editore, Napoli)
- 2015 "L'Albergo delle 5 Stelle", giallo allegorico (Robin Edizioni,Torino)
- 2023 " E l'Universo gli cadde tra le mani e si sgretolò" romanzo sperimentale(A.C.T. G.)
- 2024 "De Senectute 2.0. Degli agi e dei disagi della vecchiaia (A.C.T.G. )

## Poesie
- 2020 "Parole per l'eternità" 77 poesiuole in memoria di mio figlio Michele. (A.C.T.G.)
- Dal 1962 al 1965 è docente di "principi generali di regia" presso l'Università LUISS di Roma.
- Dal 2008 al 2011 Direttore Artistico del "Malborghetto Roma Festival"
- Dal 2003 Presidente del "Premio Michele Mazzella per una drammaturgia giovane".

## Riconoscimenti
- 2000 Il testo " Gli Anni del Giubileo" viene scelto dal "Comitato Centrale per il Gran Giubileo del 2000" ,presieduto dal Cardinale Paul Poupard, come spettacolo ufficiale del Giubileo 2000 .Il testo viene pubblicato dalla Libreria Editrice Vaticana.
- 2004 Il "Premio Michele Mazzella per una drammaturgia giovane" riceve dal Presidente della Repubblica, Carlo Azeglio Ciampi, una Targa del Presidente. Targa poi rinnovata dai Presidenti Giorgio Napolitano e Sergio Mattarella.
- 2021 Premio internazionale "Lord Byron- Porto Venere".
- 2021 Premio speciale Teatro e Letteratura a "La Umana commedia di William Shakespeare".
- 2021 Premio speciale Tematica a "Parole per l'eternità"
- 2022 VII Premio Internazionale Salvatore Quasimodo. Primo classificato per il teatro a "Mefisto e se fosse l'uomo a tentare il diavolo".